# Colonia Campo la Providencia
Colonia Campo la Providencia är en ort i Mexiko.   Den ligger i kommunen Yautepec och delstaten Morelos, i den sydöstra delen av landet, 60 km söder om huvudstaden Mexico City. Colonia Campo la Providencia ligger 1 239 meter över havet och antalet invånare är 103.
Terrängen runt Colonia Campo la Providencia är kuperad åt nordväst, men åt sydost är den platt. Runt Colonia Campo la Providencia är det mycket tätbefolkat, med 1 056 invånare per kvadratkilometer. Närmaste större samhälle är Cuernavaca, 19,8 km väster om Colonia Campo la Providencia. Omgivningarna runt Colonia Campo la Providencia är en mosaik av jordbruksmark och naturlig växtlighet.